# Artur Stollé
Artur Stollé  (* 19. November 1872 in Köln-Mülheim; †  1934 in Koblenz) war ein deutscher Geologe und Bergassessor.

## Leben
Stollé studierte zunächst an der Kaiser-Wilhelms-Universität Straßburg und der Albert-Ludwigs-Universität Freiburg. Er wurde im Corps Suevia Straßburg (1893) und im Corps Suevia Freiburg (1895) aktiv. Als Inaktiver wechselte er an die Rheinische Friedrich-Wilhelms-Universität Bonn, die Bergakademie Berlin und die Technische Hochschule Aachen. Danach trat er in den preußischen Staatsdienst und wurde 1899 Bergreferendar und 1905 Bergassessor. 1906/07 unternahm er eine eineinhalbjährige  Studienreise nach Amerika, Asien und Afrika. 1908/09 war Artur Stollé Mitglied der Deutsch-englischen Neuguinea-Grenzexpedition, Expeditionsleiter war der Zoologe und Anthropologe Leonhard Schultze. Stollé nahm als geologischer und bergmännischer Sachverständiger teil. 1910 wurde er der Deutsch-holländischen Neuguinea-Grenzexpedition zugeteilt, die ebenfalls unter der Leitung von Leonhard Schultze stand. 1912/13 übernahm er die Leitung der Kaiserin-Augusta-Fluss-Expedition zur Erkundung des Sepik. Finanziert und ausgerichtet wurde sie vom Reichskolonialamt, vom Preußischen Ministerium der geistlichen-, Unterrichts- und Medizinalangelegenheiten (dem auch die Berliner Museen unterstanden) und von der Deutschen Kolonialgesellschaft. Als Geheimer Bergrat charakterisiert, starb er mit 62 Jahren.

## Weblink
- Heinrich Schnee (Hrsg.): Deutsches Kolonial-Lexikon. Band III, S. 411, Leipzig 1920 Artur Stollé, Deutsches Kolonial-Lexikon online